# Interfaz de notebook

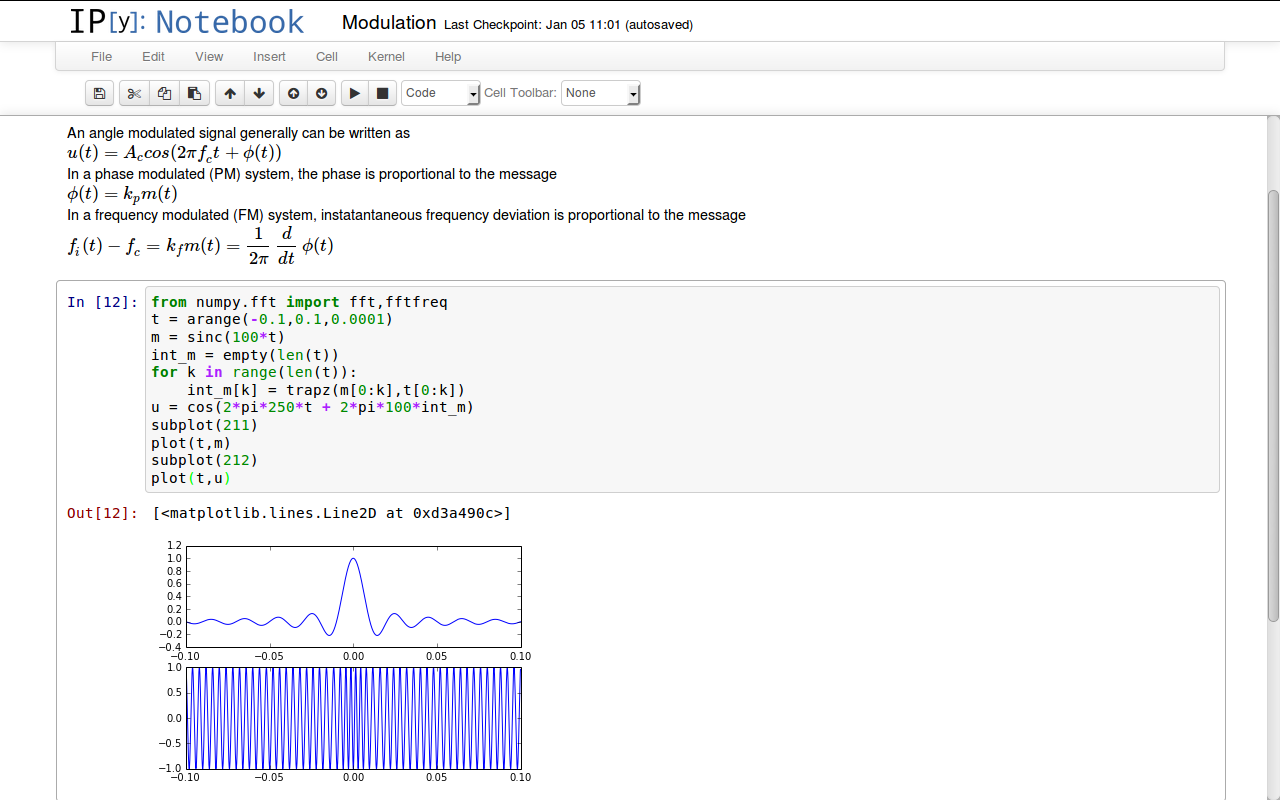
Ejemplo de un notebook de IPython

Una interfaz notebook (también llamada  'cuaderno computacional' ) es un entorno virtual de cuaderno utilizado para la programación literaria. Combina la funcionalidad del software  procesamiento de textos con ambos  shell y  kernel del lenguaje de programación de esa computadora portátil. Millones de personas usan interfaces de notebooks para analizar datos de ciencia, periodismo y educación.

## Historia
La interfaz notebook se introdujo por primera vez en 1988 con el lanzamiento de Mathematica 1.0 en Macintosh. Fue seguida por Maple en 1989 cuando se lanzó su primera interfaz gráfica de usuario de estilo notebook con la versión 4.3 para Macintosh. A medida que la interfaz de notebook aumentó en popularidad durante las siguientes dos décadas, se introdujeron  kernel/backends para notebooks en muchos idiomas, incluidos MATLAB, Python, Julia, Scala, SQL y otros.

## Uso
Los notebooks se usan tradicionalmente en las ciencias para documentar procedimientos de investigación, datos, cálculos y hallazgos. Los notebooks siguen la metodología para facilitar la reproducción de resultados y cálculos con diferentes conjuntos de datos.
En educación, la interfaz notebook interface proporciona un entorno de aprendizaje digital, particularmente para la enseñanza del pensamiento computacional. Su utilidad para combinar texto con código los hace únicos en el ámbito de la educación.
Notebooks digitales a veces se usan para presentaciones como una alternativa a PowerPoint y otros software de presentación, ya que permiten la ejecución de código dentro del entorno del cuaderno.
Debido a su capacidad para mostrar datos visualmente y recuperar datos de diferentes fuentes modificando el código, los cuadernos (notebooks) también están entrando en el ámbito del software de business intelligence.

## Ejemplos notables
Ejemplo de proyectos o productos de notebooks:

### Notebooks gratuitos/de código abierto
- Apache Zeppelin — Apache License 2.0[16]
- Apache Spark Notebook[17] — Apache License 2.0
- IPython — BSD
- Jupyter Notebook (anteriormente IPython) — Modified BSD License (modelo de copyright compartido)[18]
- JupyterLab — Revised BSD License[19]
- Mozilla Iodide — MPL 2.0; desarrollo en etapa alpha[20]
- R Markdown[21] — GPLv3[22]
- SageMath — GPLv3

### Copyleft parcial
- SMath Studio — Freeware, no libre: licencia bajo Creative Commons Attribution-No Derivatives

### Notebooks patentados

#### Títulos
- Mathematica notebook

#### Títulos posteriores
- Carbide[23]
- Databricks cloud (fundado en 2013).[7][24]
- Datalore[25]
- Nextjournal[26]
- Observable[27] — Utiliza componentes de código abierto,[28] pero la apariencia es patentada[29]